# 拉尔斯-埃里克·沃尔夫布兰特
拉尔斯-埃里克·沃尔夫布兰特（瑞典語：Lars-Erik Wolfbrandt，1928年12月8日—1991年3月23日），瑞典男子田径运动员。他曾代表瑞典参加1948年和1952年夏季奥林匹克运动会田径比赛，获得一枚铜牌。